# 프레드릭 밸런타인

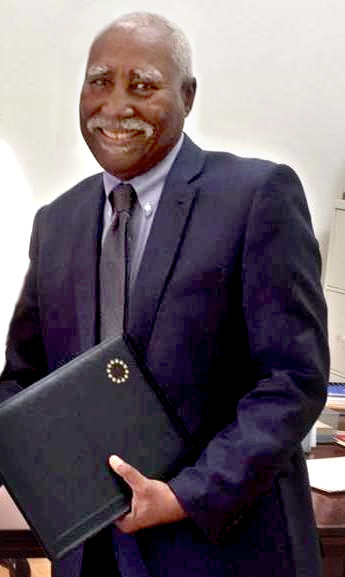

프레드릭 발렌타인 GCMG (Sir Frederick Nathaniel Ballantyne, 1936년 7월 5일 ~ 2020년 1월 23일)은 세인트빈센트 그레나딘의 총독이다. 2002년 9월 22일부터 총독직을 수행하고 있으며, 같은 해 11월에 기사 작위를 수여받았다.
| 전임 모니카 데이콘 | 세인트빈센트 그레나딘의 총독 2002년 ~ 현재 | 후임 (현직) |